# 濁水漂流
《濁水漂流》（英語：Drifting）是2021年香港真人真事改編劇情片，由李駿碩編導；吳鎮宇領銜主演兼任出品人之一，並由謝君豪、李麗珍、蔡思韵、朱栢康及寶珮如主演，柯煒林特別介紹。講述一班於香港貧民區天橋底下聚居的露宿者被社會邊緣化，他們因為城市再發展而長期遭到掃蕩清場的故事。
2021年2月24日在鹿特丹影展首映，2021年4月4日在香港國際電影節舉行亞洲首映，6月3日於香港上映，9月在台北電影節上映，並於第58屆金馬獎入圍包括最佳劇情長片、最佳導演在內共12個獎項，為該屆入圍最多獎項的電影，並榮獲最佳改編劇本獎。第40屆香港電影金像獎入圍11個獎項，包括最佳電影、最佳男主角等。

## 劇情
剛出獄的輝哥回到原本在深水埗露宿的街屋，找回老爺、陳妹、蘭姑和大勝等一起露宿街頭的老友，這些露宿者一般都染有毒癮，並曾經入獄。在2月15日，一個寒冷的晚上，警務處、民政署和食物環境衞生署人員在沒有事前通知下，突擊清場，更將多名露宿者僅有的家當、連同身份證等證件全數視作廢物棄掉。這些露宿者痛失一切財物家當後，社工何姑娘協助他們等共21名無家者聯合控告政府，要求政府道歉及向每人賠償3,000港元。電影故事圍繞一年訴訟期間，這群窮途末路、被驅趕向邊陲的露宿者的群居生活。
社工何姑娘漸漸深入輝哥一夥人的生活，陪著他們搬到通州街橋下據點重新搭建家屋；同時，游離失所的失語青年「木仔」，總跟著輝哥，亦也加入了他們的「新生活」。
最後政府只肯向每位露宿者賠償2,000港元作和解，但拒絕向露宿者道歉。輝哥堅持寧不要賠償，也要政府道歉，大勝等露宿者不同意他的做法，各自搬走，最後只剰下輝哥一人，連同木屋自焚。

## 演員
| 演員                | 角色           | 簡介 |
| 吳鎮宇              | 何奇輝（輝哥） | 一位喪子的癮君子，吸毒十多年，沒有家人。故事開始時剛刑滿出獄，返回露宿地點當晚隨即遇上當局突擊清場，為此毅然決定力爭公義。                                               |
| 謝君豪              | 老爺           | 來自越南西貢的居港越南難民，因犯事而不能和家人移居外國，之後與家人失去聯絡，後經何姑娘協助與失散多年的兒子通過視像電話見面。和兒子通話後，決定自殺。                     |
| 李麗珍              | 陳妹           | 以往是舞小姐，現在靠在餐廳洗碗維生，她照顧蘭姑的起居生活，兩人情同姐妹。她是故事中唯一已經戒毒的露宿者。                                                                 |
| 蔡思韵              | 何姑娘         | 出身中產家庭的年輕社工，雖然自覺因身世而無法完全理解露宿者的想法，加上面對制度感到無力，但仍熱心協助露宿者。                                                             |
| 朱栢康              | 大勝           | 曾是釘板工人的他諳熟水電木工，負責為其他露宿者搭架棚屋、截取公用電源，甚至為過世露宿者進行「破地獄」儀式。和甘浩望神父傾談時表示擔心自己落地獄，上不了天堂見死去的母親。 |
| 寶佩如              | 蘭姑           | 不良於行，出入需要輪椅代步，日常生活全靠陳妹陪伴在側照料。是露宿者間的「神婆」，自稱懂占卜算命，和甘浩望神父傾談後開始信奉基督教。                                       |
| 柯煒林              | 木仔           | 原名「清軒」，患有失語症的離家青年，身上經常帶著一把口琴，被輝哥看作成自己已逝兒子的投影。                                                                               |
| 葉童                | 木仔母親       | |
| 胡卓希              | 光仔           | 老爺失散多年的兒子，已移居挪威的建築師，後經何姑娘協助通過視像電話與老爺見面。                                                                                           |
| 張滿源              | 陸萬           | 已遷居公屋的前露宿者，惟經常回到天橋底與眾街友聚舊。 |
| 余慕蓮              | 開姐           | 在天光墟擺檔維生，陳妹及蘭姑的朋友。 |
| 陳泓宇              | 咖啡           | |
| 高只仁 Zenni Corbin | 黑仔           | 母親在家鄉被殺。 |
| 余淑培              | 卓玲           | 被黑社會操控的援交少女，與木仔有感情線。 |
| 黃衍仁              | 阿來           | 老爺自殺身亡後才出獄的露宿者。 |
| 陳力深              | 醫生           | |
| 麥詠楠              | 學生           | |
| 曾德華              | 街友           | |
| 徐頴堃              | 律政司代表律師 | |
| 陳灼明              | 陳灼明（明哥） | 客串演自己。 |
| 甘浩望神父          | 甘浩望神父     | 客串演自己。 |

## 製作
新聞系畢業的李駿碩曾於2012年通州街清場事件後到現場採訪，期後又為一個中醫劇本而跟隨受訪者到街上義診，因而重訪清場前的通州街木屋區，繼而萌生拍攝電影的念頭。

## 票房
《濁水漂流》於2021年6月3日上映，票房截至7月2日已突破600萬元。
台灣2021年11月19日上映，截至12月12日，累計票房為529,702新台幣。

## 軼事
- 此片集合謝君豪、李麗珍及吳鎮宇三位金馬獎影帝影后。
- 此片為謝君豪及李麗珍繼《千言萬語》後相隔二十二年再度合作之作品（2005年電視劇《仙劍奇俠傳》除外）。
- 由於片中出現吸食毒品、粗言穢語等畫面及情節，根據《電影檢查條例》，本片被列作第三級影片（III）。
- 此片為謝君豪、蔡思韵、朱栢康、寶佩如、徐頴堃及柯煒林首部參演三級電影。

## 獲獎與提名
| 年份   | 頒獎典禮                       | 獎項             | 入圍者／作品                          | 結果 |
| ------ | ------------------------------ | ---------------- | ------------------------------------- | ---- |
| 2021年 | 第15屆亞洲電影大獎             | 最佳男配角       | 謝君豪                                | 提名 |
| 2021年 | 第15屆亞洲電影大獎             | 最佳女配角       | 李麗珍                                | 提名 |
| 2021年 | 第58屆金馬獎                   | 最佳劇情長片     | 《濁水漂流》                          | 提名 |
| 2021年 | 第58屆金馬獎                   | 最佳導演         | 李駿碩                                | 提名 |
| 2021年 | 第58屆金馬獎                   | 最佳男主角       | 吳鎮宇                                | 提名 |
| 2021年 | 第58屆金馬獎                   | 最佳男配角       | 謝君豪                                | 提名 |
| 2021年 | 第58屆金馬獎                   | 最佳男配角       | 柯煒林                                | 提名 |
| 2021年 | 第58屆金馬獎                   | 最佳女配角       | 李麗珍                                | 提名 |
| 2021年 | 第58屆金馬獎                   | 最佳改編劇本     | 李駿碩                                | 獲獎 |
| 2021年 | 第58屆金馬獎                   | 最佳攝影         | 梁銘佳                                | 提名 |
| 2021年 | 第58屆金馬獎                   | 最佳剪輯         | 麥曦茵、李駿碩                        | 提名 |
| 2021年 | 第58屆金馬獎                   | 最佳造型設計     | 潘燚森                                | 提名 |
| 2021年 | 第58屆金馬獎                   | 最佳原創電影音樂 | 黃衍仁                                | 提名 |
| 2021年 | 第58屆金馬獎                   | 最佳原創電影歌曲 | 《濁水漂流》 作曲、填詞、主唱：黃衍仁 | 提名 |
| 2021年 | 第15屆西寧First影展            | 評委大獎         | 李駿碩                                | 獲獎 |
| 2021年 | 第15屆西寧First影展            | 觀眾票選大獎     | 《濁水漂流》                          | 獲獎 |
| 2022年 | 第28屆香港電影評論學會大獎     | 最佳電影         | 《濁水漂流》                          | 提名 |
| 2022年 | 第28屆香港電影評論學會大獎     | 推薦電影         | 《濁水漂流》                          | 獲獎 |
| 2022年 | 第28屆香港電影評論學會大獎     | 最佳導演         | 李駿碩                                | 提名 |
| 2022年 | 第28屆香港電影評論學會大獎     | 最佳編劇         | 李駿碩                                | 提名 |
| 2022年 | 第28屆香港電影評論學會大獎     | 最佳男演員       | 柯煒林                                | 提名 |
| 2022年 | 香港電影導演會2021年度獎項     | 執委會特別獎     | 《濁水漂流》                          | 獲獎 |
| 2022年 | 2021年度香港電影編劇家協會大奬 | 最佳角色演繹獎   | 吳鎮宇                                | 提名 |
| 2022年 | 2021年度香港電影編劇家協會大奬 | 推薦劇本獎       | 李駿碩                                | 獲獎 |
| 2022年 | 第40屆香港電影金像獎           | 最佳編劇         | 李駿碩                                | 提名 |
| 2022年 | 第40屆香港電影金像獎           | 新晉導演         | 李駿碩                                | 提名 |
| 2022年 | 第40屆香港電影金像獎           | 最佳電影         | 《濁水漂流》                          | 提名 |
| 2022年 | 第40屆香港電影金像獎           | 最佳男主角       | 吳鎮宇                                | 提名 |
| 2022年 | 第40屆香港電影金像獎           | 最佳男配角       | 謝君豪                                | 提名 |
| 2022年 | 第40屆香港電影金像獎           | 最佳男配角       | 柯煒林                                | 提名 |
| 2022年 | 第40屆香港電影金像獎           | 最佳新演員       | 柯煒林                                | 提名 |
| 2022年 | 第40屆香港電影金像獎           | 最佳女配角       | 李麗珍                                | 提名 |
| 2022年 | 第40屆香港電影金像獎           | 最佳美術指導     | 潘燚森                                | 提名 |
| 2022年 | 第40屆香港電影金像獎           | 最佳原創電影音樂 | 黃衍仁                                | 提名 |
| 2022年 | 第40屆香港電影金像獎           | 最佳原創電影歌曲 | 《濁水漂流》 作曲、填詞、主唱：黃衍仁 | 提名 |

## 外部連結
- 香港影庫上《濁水漂流》的資料（繁體中文）
- 豆瓣电影上《濁水漂流》的資料 （简体中文）
- 互联网电影数据库（IMDb）上《濁水漂流》的资料（英文）